# 赤えんぴつ (ユニット)
赤えんぴつは、お笑いコンビ・バナナマンの設楽統と日村勇紀が演じるキャラクター、「おーちゃん」と「ヒーとん」から成るフォークデュオ。2001年頃に結成。登場当初のコントタイトルは「（幸せの）赤えんぴつ」と表示されていた。

## メンバー
- おーちゃん - ※演じているのは設楽統。
  - 主に赤えんぴつのボーカルを担当している。
  - ライブ中にいつも被っている赤色のチューリップハットがトレードマーク[注 1] である。ライブ中は帽子を目深に被っており、あまり客席に向かって自分の顔を見せようとはしない。歌っている時も客席をあまり見ずに譜面台を見ながら歌うスタイルを取っている。
  - 話す時に少し吃る癖がある。
  - 一時期、赤えんぴつを脱退しサラリーマンとなっていたが、脱退後も1人で路上ライブを続けていたヒーとんと偶然再会し歌いながら説得された事がきっかけとなり再び赤えんぴつへと戻った[1]。
  - 演じている設楽同様、既婚者で子供がいる[注 2]。
- ヒーとん[注 3]- ※演じているのは日村勇紀。
  - 主に赤えんぴつのギター・コーラス・サイドボーカルを担当している。
  - ライブ中にいつも着用している赤いヘアバンドとタンクトップがトレードマーク[注 4] である。ライブ中では一心不乱にギターを弾く姿が印象的となっている。
  - 一時期、おーちゃんが脱退しサラリーマンへと転職したためソロで活動していたが、その後、路上ライブ中におーちゃんと偶然再会し歌いながら説得した事がきっかけとなり再び2人で活動する事となった[1]。
  - 「ペポカボチャ」登場時期頃に童貞を喪失した模様。

- 赤えんぴつバンド
  - 2024年2月9日・10日に開催された「赤えんぴつ in 武道館」においてはサイトウ"JxJx"ジュン (Organ / BANDMASTER)、吉澤成友 (E.Gt)、村田シゲ（Bass）、松井泉（Per）、冨田謙（Piano）、光永渉（Dr）、仰木亮彦（A.Gt）が「赤えんぴつバンド」として参加した[2]。

- 元メンバー
  - 「赤えんぴつin武道館」内において、星野源、中村倫也、黒木華が元メンバーであり、過去には最大40~50人のメンバー構成であったことが語られた。

## 特徴
- 毎回必ず、冒頭でヒーとんかおーちゃんのどちらかが「え～...どうも、赤えんぴつです。」と自己紹介してからライブが始まる。
- 毎回、「くだらない理由や言い争いなどが下でライブ中に喧嘩をする（その後仲直りする）」[注 5] という件が「お約束」となっている（喧嘩の理由はライブによって各々異なる）。大体の喧嘩の流れは以下の通り。
  - 歌の最中やフリートーク中に喧嘩となり、怒ったヒーとんがおーちゃんを椅子ごと倒す。→ヒーとんが客席に向かって「うちのボーカルが歌える状況にないので帰ります。」などと投げやりに言った後、倒れているおーちゃんを起こして帰ろうとするも、反撃され小競り合いとなる。→ヒーとんが泣き喚きながら弁解。→仲直りした後、歌に入る。
  - なお、回を追う毎に喧嘩の仕方が派手になってきており[注 6]、必ずしも毎回上記の流れが当てはまるという訳ではない。
  - おーちゃんがヒーとんの着ているタンクトップをビリビリに破く、という流れも定番化している[3]。
  - おーちゃんがヒーとんに「お前、クスリやってんのか？」と問い詰め、ヒーとんが「お前だクスリやってるのは」と反論するやり取りが多々見られる。
  - 因みに2人の仲直りの仕方は、「お互いの身体や頭などを指先（4本）でトントンとノック」するというもの。
- 初期の頃は、お互い耳打ちをしてから曲に入る事もあったが、現在はあまり見られなくなっている。
- ライブの最後の曲の演奏終了後には、毎回必ずおーちゃんが「出たところに僕たち赤えんぴつのCD（初期はカセットテープ）が1枚500円で売っているので、良かったら買ってください。」と言い、その後ヒーとんが続けて「中身はですね、僕の...〇〇が入ってます(笑)。」と嘘をつき（例:「オナラが入ってます。」「夢の話が入ってます。」など）、続けて笑いながら「違うか」という件があり、これも「お約束」となっている（詳細は後述）。なお、ライブ会場の物販で販売されているCDには、その時のライブで披露された曲と共に、ヒーとんがついた嘘の内容もしっかりと収録されている。
- おーちゃんがヒーとんの右腕の肩付近を叩いた後、ヒーとんが「ディキディキドンドンドンッ!...パカッ!」とおどける、コンビプレイも存在する。「Elephant pure」登場時に初披露し、以降は上記の「違うか」の後に、この件を毎回行っている。
- ライブの最後はおーちゃんが「笑顔でさらば!」と言った後、2人が満面の笑みを浮かべながら空を見上げて終わる[注 7]。
- 「good Hi」出演時に「僕たち赤えんぴつはメジャーデビューしません!」と宣言した。

## 概要
- 「赤えんぴつ」とは現実に存在する音楽グループではなく、あくまでもバナナマンの2人がコント内で演じている架空の音楽グループの事である。結成当初から単独ライブを続けているバナナマンの数あるコントの中でも、一番長きに渡って続けられているものであり、ファンの間でも根強い人気を誇るコントとなっている。設楽はここまで長く続けている事について「音楽ネタだからずっとやれてるのかもしれない」と分析している[3]。またあくまで「コント」であるため、勿論2人が会話する所なども余すことなく披露されており、歌っている部分だけが披露されている訳ではない。主にバナナマンの単独ライブのみに登場するユニットであり、地上波などのテレビ番組に登場する事は滅多に無い。2001年2月2日~4日に行われた単独ライブ「激ミルク」にて初登場し、以後もバナナマンの単独ライブにはほぼ毎回登場している[注 8]。
- 設楽によればコンビ結成当初から「赤えんぴつ」の前身になるネタが既にあったという。また、当初は井上陽水の曲など既存のものをコピーして歌っていたが、後に完全オリジナルの曲を作るようになり、以降は既存の曲を歌う事は無くなっている[4]。
- 設楽は「赤えんぴつ」のコンセプトを「バカみたいな人が歌ったら案外上手かった、という前提のネタで、こんな変な奴らが歌ったら意外と上手いっていう笑い。」であると語っている[5]。また、「唯一遊べるというか。めちゃくちゃやってもいいネタ」「よく観に来てくれてる人はわりと知ってるし、初めて観た人にとっては異様なネタ」とも語っている[3]。
- 初期は1回の出演で多くて3曲程歌う事もあったが、「Elephant pure」以降は1回のライブで2曲、場合によっては1曲しか披露せずコント部分に比重が置かれる事も多くなった。
- なお、設楽は「赤えんぴつ」に対して「当初、こんなに長く続くシリーズになるとは全然思ってなかった。」「基本、僕らは1回やったら同じことをやらないほうが多いですからね。続編っていうのはあんまりないですよね。キャラクターコントもあんまりないですから。」などと後にインタビュー内で語った事がある。そのため、毎回ライブの本番前にはやるかやらないかで迷うが、「やると楽しい」と思ってしまうとの事[4]。また、「（ライブ本番前は）いつも一番最後まで放っておくんです。やるかどうかも決めないくらい。」と語った事もある[6]。
- 2024年2月9日、10日の2日間に渡り、日本武道館で初単独ライブを開催した。1日目は赤えんぴつのソロライブ、2日目は赤えんぴつ(バナナマン)と縁のある豪華ゲストを迎えてのライブという日程で行われた[2]。
- 2024年12月4日、『2024 FNS歌謡祭』（フジテレビ）に出演。ユニットとしては結成から20年以上の時を経て初めて地上波の音楽番組に出演を果たす事となった。また当日は単独ライブ出演時の歌唱前に行われる「お約束」の喧嘩のくだりを行った後にそのままCMへ突入し、CM明けにヒーとんはボロボロのタンクトップのまま、ほぼ半裸状態でギターを弾き語る形となった[7]。

## 作風
- コンセプトを「4畳半フォーク」としており、どこか懐かしいアコギサウンドが特徴的である。
- 作曲は基本的に設楽が行っているが、楽器が出来ないため鼻歌で作ってそれを聞いた日村がコードを拾って制作するというスタイルを取っている（設楽曰く「メロディとかむちゃくちゃ」）。このため、森山直太朗からは「プロからするとあり得ないコード進行だ」と言われた事があるという。また、「『こうきたらこうくるだろう』が違うから、赤えんぴつの曲は面白い」とも評された事がある[3]。
- 設楽によれば、赤えんぴつは「ライブのテーマを一番反映できるネタであり、実はやろうと思ったけどやらなかったネタの面白いところを入れることも多い」との事。また「いろんな要素をぶち込めるっていう意味でも『赤えんぴつ』って使い勝手がいい」とも語っている[6]。
- 結成当初は所謂「ウケ」を狙ったネタ的な曲もあったが、現在ではおおよそネタとは思えない真面目な曲を歌うことが多くなっている。楽曲の完成度は高く、ファンの中にはそれを聞いて感動して泣いてしまう人もいるほどである。
- バナナマンの単独ライブが毎年夏頃に行われている関係からか、「夏」をテーマにした曲が歌われる事が多い傾向にある（「自転車」「青い空の下で」「誕生花」「あのころの君、今の僕」「花火大会」などがその例）。
- 初期は歌詞の内容が非常に暗く、グロテスクな表現が多く見られるなど、かなり狂気じみた曲を歌うことが多かった[注 9]（「いちごみるく」「ドロドロ」「バイバイ」などがその例）が、単独ライブ「Sugar Spot」~「good Hi」辺りから作風に変化が見られ、それまでとは一転して爽やかで甘酸っぱい青春ソングを歌う事が多くなっていった。現在では主に「男女の恋愛」をテーマにした曲を歌うことが多くなっている。この作風の変化に対して設楽は2010年頃のインタビュー内にて、（赤えんぴつを含め）過激なネタをやる事が多かった結成当初の頃と現在を比べ、「もしかしたら、無意識のうちに『よりメジャーなところを目指すためには』っていう意識でやってるのかもしんないね（笑）。全体的に明るくなったし、今はポップな感じがあるかもしれない。どうなんですかね、『暗い世の中だから逆に明るいネタを』みたいなところがあるのかな。」などと語っている。また、その代表例として赤えんぴつを引き合いに出し、「『赤えんぴつ』の歴史にそういう流れが象徴されてるのかもしれないですね。」とも語っている[8]。

## 評価
プロのアーティスト内にもファンは存在し、中でも歌手である森山直太朗は「入りたい」というほど、赤えんぴつの歌唱力や音楽の才能を絶賛している。現に森山は2011年に、自身が作詞作曲を施した楽曲「こいのぼり」を赤えんぴつに提供している。この曲はその後、2011年に行われた単独ライブ「emerald music」にて披露された。尚、基本的に赤えんぴつの楽曲は設楽と日村が制作しているため、プロのアーティストから楽曲が提供されたのはその時が初めての事であった。他にも音楽グループ・スキマスイッチからも「楽曲を提供したい」と言われる程、その才能を評価されている。

## 楽曲
基本的に赤えんぴつの作品(CD)はバナナマンの単独ライブ会場の物販のみの限定販売となっており、必然的にバナナマンのライブに参加しなければ購入出来ない代物となっている(しかし、各ライブ毎に販売枚数も限られているため、ライブに参加しても購入出来ない場合もある)。また、現在はCDでの販売となっているが、「Elephant pure」まではカセットテープで販売されていた。尚、CDの価格は1枚500円 である。
CDのジャケットは黒い紙に赤い文字で「赤えんぴつ」と記されただけのかなりシンプルなものになっており、歌詞カードも同封されている。またCD版の楽曲は赤えんぴつの2人が事前にスタジオで録音したものが収録されているため、ライブ版とは若干雰囲気が異なるものもある。
2009年12月16日に発売されたバナナマンの単独ライブ集「花鳥風月 DVD BOX」内にて、これまで「赤えんぴつ」で披露してきた全演奏シーンを収録した特典DVDが収録されている。
長らく楽曲の一般的な流通はされてこなかったが、2023年12月23日に「激ミルク」〜「O」までに発表した全27曲のストリーミング配信が開始された。なお配信された楽曲はCD版ではなく、全て単独ライブの音声から抽出されたLive versionとなっている。
以下は赤えんぴつがこれまで披露してきた楽曲の数々である。上述の通りほぼ全ての楽曲の作詞を設楽が担当し、作曲は設楽・日村の2人で制作している。
| 曲名                     | 披露された公演名             | 備考 |
| ------------------------ | ---------------------------- | --- |
| いちごみるく             | 激ミルク                     | 楽曲内で「リストカット」のような表現が出てくる。 曲の内容はとても暗く、結末も非常に後味の悪いものとなっている。 「内村プロデュース」に赤えんぴつとしてゲストで出演した際、この曲を披露していた。 |
| アタホライ               | 激ミルク                     | 赤えんぴつの楽曲の中で唯一MVが存在する。また、赤えんぴつ再結成のきっかけとなった曲でもある。 「激ミルク」内ではコントの流れ上、途中で演奏が終わったりしているため、全編通してフルで歌われてはいない。 |
| 桃ジュース               | ペポカボチャ                 | おーちゃん曰く「この歌に出てくる桃ジュースというのは『ネクター』のことではなくて、もっといやらしい意味で捉えてください」とのこと。 「bananaman Punch」でも披露された。 |
| ドロドロ                 | ペポカボチャ                 | 歌詞中に「原爆」というフレーズが出てきたり、おーちゃんが「ドカーン!」と何度も叫ぶ描写があるなど、かなり過激な曲となっている。 |
| 自転車                   | ペポカボチャ                 | 「ペポカボチャ」で披露された際は、演奏の途中でヒーとんがおーちゃんを椅子ごと倒しそのまま喧嘩の件に入ったため、曲がぶつ切りになっている。 「ゴッドタン」で急遽演奏する事になった際、この曲を披露していた。 「bananaman Punch」でも披露された。 現在の赤えんぴつが多く披露する「甘酸っぱい青春ソング」が本格的に披露されたのは、この曲が最初となっている。                                                                                               |
| ディーダダ               | Sugar Spot                   | 「bananaman Punch」でも披露されたが、その時は歌詞が追加されていた。オリジナルに歌詞が追加されたのはこの曲が初。 「赤えんぴつ in 武道館」2日目にて披露した際は三浦大知が客演で参加し、楽曲内で即興ダンスを披露した他、曲の途中で三浦の楽曲「EXCITE」に切り替わるという演出も展開された。 |
| バイバイ                 | Sugar Spot                   | 「いちごみるく」同様、楽曲内で「リストカット」のような表現が出てくる。 おーちゃんが「死んだら僕をバラバラにして…配って下さい」と語ったり、「死ねっていえよ!」と叫んだりするなど、かなり狂気じみた曲となっている。 「FNS歌謡祭」に出演した際は1曲目にこの曲を歌唱した。 |
| 青い空の下で             | Sugar Spot                   | 曲の途中でおーちゃんがヒーとんの持っているギターをリズム良く叩く、というコンピプレイが存在する。 |
| チュッチュッチュルッチュ | Elephant pure                | おーちゃんのパートがほぼ台詞のみ（コーラス部分はひーとんが担当）という異色な曲。 「赤えんぴつ in 武道館」2日目にて披露した際はchelmicoが客演として参加し、彼女たちのラップパートも追加されていた。 |
| 恋ごころ                 | Elephant pure                | 今回のライブで披露された曲は全てタイトルを言う前に前口上のようなものを述べている。 「赤えんぴつ in 武道館」2日目にて披露した際は乃木坂46が客演で参加した他、曲の途中で彼女たちの楽曲「インフルエンサー」に切り替わるという演出も展開された。 |
| サーカス                 | good Hi                      | ほぼ「サーカスを見に行った」事を強調しているだけの異色な曲。 |
| それを胸に               | good Hi                      | 演奏前に何度も歌い直すというハプニング（後述）が発生したため、いつもより赤えんぴつの収録時間（DVD）が長めになっている。 「赤えんぴつ in 武道館」2日目では本楽曲に繋がる中村倫也主演のオリジナルドラマが公開された。 |
| 誕生花                   | Spicy Flower                 | 歌詞中に出てくる「花水木」と「勿忘草」は、設楽と日村の実際の誕生花でもある。 放送作家のオークラはこの曲を「赤えんぴつ史上、最高傑作」と語っている。 「bananaman Chop」「H」でも披露された。 |
| 風が吹く                 | 疾風の乱痴気                 | 「赤えんぴつ in 武道館」2日目にて披露した際は乃木坂46が客演で参加し、彼女たちと一緒に歌唱された。 |
| イカレポンチ             | wonder moon                  | 「赤えんぴつ in 武道館」2日目にて披露した際はトータス松本が客演で参加し、3人で歌唱した。 |
| 好きだ                   | wonder moon                  | 「bananaman Chop」でも披露された。 「O」でも披露されており、前回ライブの「H」に引き続き過去の単独ライブで披露した楽曲が再演される事となった。 三浦大知はこの曲が大好きであると「赤えんぴつ in 武道館」2日目にゲスト出演した際に公言しており、当日に歌唱もしている。 「FNS歌謡祭」に出演した際は2曲目にこの曲を歌唱した。 |
| オレンジ                 | bananaman Chop               | 元々は、2メン1ウーメン（後述）の楽曲であり、したがってこの曲はカバー曲である。 ライブでの演奏時では、オリジナルと比べると若干テンポが速くなっている。 |
| こいのぼり               | emerald music                | 作詞・作曲は森山直太朗。 |
| 君に伝えたい10のこと     | emerald music                | 歌詞中に「さだまさし」「関白宣言」などの単語が出てくる。 |
| 割れた鏡                 | TURQUOISE MANIA              | 直近の楽曲では甘酸っぱい恋愛ソングが続いていたが、一転して初期の頃の暗い雰囲気を思わせる楽曲になっている。 |
| ナヌ                     | TURQUOISE MANIA              | タイトルの「ナ」と「ヌ」を組み合わせると「友」という字になり、この曲の内容を象徴しているタイトルである事が分かる。 |
| なんやかんや             | Cutie funny                  | 同ライブではコント「experienced singer」に登場する日村演じる善養寺あきらの楽曲「中学二年生」を収録したCDも物販で販売されていた（後述）。 |
| あの頃のキミ、今のボク   | Love is Gold                 | |
| よし子ちゃん             | LIFE is RESEARCH             | 同ライブではコント「Positive spiral」に登場するバナナマン2人が扮する音楽ユニット「T-STYLE」を収録したCDも物販で販売されていた（後述）。 本楽曲はバナナマンとも親交が深い構成作家の永井ふわふわが体験した実話を基に制作された。 「赤えんぴつ in 武道館」1日目では本楽曲に繋がる黒木華主演のオリジナルドラマが公開された。 ドラマの演出はCMプランナー、クリエイティブディレクターの麻生哲朗氏が手掛けている(2日目の「それを胸に」に繋がるドラマも同様)。 |
| だけど好きなんだ         | 腹黒の生意気                 | 基本的に赤えんぴつは曲のタイトルを発表してから曲に入る形を取っているが、この曲に関しては「喧嘩の最中にヒーとんが突然歌い出してそのまま曲に入る」という過去には見られなかった手法を行っていた。 |
| 毒                       | 腹黒の生意気                 | 近年では「割れた鏡」以来となる、初期の頃の暗い雰囲気を思わせる楽曲になっている。 近年の赤えんぴつの曲としては珍しい、かなり短めな曲となっている。 |
| 花火大会                 | Super heart head market      | 同ライブではコント「different container」に登場する日村演じるヒム子の楽曲「なまこズッドン」 を収録したCDも物販で販売されていた（後述）。 |
| スカーレット             | S                            | 本ライブから「O」までは全コントの頭文字がライブのタイトルと同じものから始まっているため、それに準じて赤えんぴつのタイトルも今回は「scarlet」となっている。 この回は冒頭からおーちゃんのみ舞台下手で寝そべって登場するという、これまでの赤えんぴつには見られなかった登場手法が取られている。 |
| 姉妹                     | H                            | 前ライブからの流れを汲み、今作の赤えんぴつのタイトルは「Hidden Curiosity」となっている。 先述通りこの回は「誕生花」も歌唱しており、既存の曲と新曲を1曲ずつ披露したのは本ライブが初となった。 |
| 夢                       | O                            | 前回、前々回のライブからの流れを汲み、今作の赤えんぴつのタイトルも「Oh-chan&Hi-ton」となっている。 先述通りこの回は「好きだ」も歌唱しており、前回ライブに引き続き既存の曲と新曲が1曲ずつ披露された。 設楽によればこの2年程前から赤えんぴつとして武道館ライブをやる事が既に決まっていたため、前回から昔の曲をやっていたと公言している。 設楽曰く本楽曲には「赤えんぴつが武道館に向けて作った」という意味も乗っかっているという。                        |
| 白けしゴム               | 赤えんぴつin武道館(2日目)    | 作詞・作曲はトータス松本 |
| 色えんぴつ               | バナナマンのバナナムーンGOLD | 作詞・作曲はおげん(星野源)。 「2004年、ヒーとんが風邪で不在の際におーちゃんとおげんの二人で作った音源を録音したカセットテープが、20年後となる2024年に星野の倉庫から発見されたのを持ってきた」という設定で発表された。 |

### ヒーとんのついた嘘
上述にもあるように、赤えんぴつはライブの最後の曲の演奏終了後におーちゃんがCDを宣伝した後、ヒーとんが嘘をつく（CDに収録されている曲とは全く違うものを「CDに入ってます」と紹介する）というくだりを毎回行っている（上述の通り、この嘘も披露した曲と共にちゃんとCDに収録されている）。以下がそのヒーとんがライブ毎についた嘘の一覧である。なお、激ミルクの時のみコントの流れ上、このくだりは行われていない。
| 嘘の内容                                                             | 披露された公演名        |
| -------------------------------------------------------------------- | ----------------------- |
| 2人の「おなら」                                                      | ペポカボチャ            |
| ヒーとんの「爆笑」                                                   | Sugar Spot              |
| ヒーとんの「馬のものまね」                                           | Elephant pure           |
| ヒーとんの「『馬の走る音』からの『ピストルを撃って馬が走り去る音』」 | good Hi                 |
| 物凄く難しい早口言葉「かべぱく」                                     | bananaman Punch         |
| ヒーとんの「花ダジャレ」                                             | Spicy Flower            |
| CDに「パン」が付いてくる。                                           | 疾風の乱痴気            |
| CDに「味付けゆで卵」が付いてくる。                                   | wonder moon             |
|                                                                      | bananaman Chop          |
| ヒーとんの「僕の好きなドリンクBEST5」と「僕の好きな木の実BEST3」     | emerald music           |
| ヒーとんの「僕が友達に言われて嫌だった事BEST3」                      | TURQUOISE MANIA         |
| ヒーとんの「夢の話」                                                 | Cutie funny             |
| ヒーとんの「僕の好きなチャーハンの具ベスト3」と「チャーハンギャグ」  | Love is Gold            |
| ヒーとんの「嗚咽」                                                   | LIFE is RESEARCH        |
| ヒーとんの「毒舌」                                                   | 腹黒の生意気            |
| ヒーとんの「心の声」                                                 | Super heart head market |
| ヒーとんの「1人SMショー」                                            | S                       |
| ヒーとんの「今まで見た不思議な生き物第6位」                          | H                       |

## エピソード
- 赤えんぴつ登場前にも、バナナマンのコントには歌を歌うキャラクターはいくつか存在しており、中でも「古くさい邦楽を歌う」というコンセプトを元につくられたユニット・スライドボーイズや、ライブ「RADIO DANCE」内に収録されたコント「青春行進曲 オレンジ」にて登場したフォークデュオ・2メン1ウーメンなどがその最たる例である。尚、赤えんぴつは傑作選ライブ「Bananaman Chop」にて2メン1ウーメンの楽曲である「オレンジ」をカバーしている。
  - 因みに上記の3組は、DVD「サルマンとバカジュリエット」に収録されている「スライドボーイズ ミュージックショー『ミュージック ミュージック』」という1コーナーにて共演を果たしている（司会をスライドボーイズが担当し、残り2組はゲストという位置づけ）。また、同DVDにはスライドボーイズの「東京ひとりぼっち」、2メン1ウーメンの「オレンジ」、そして赤えんぴつの「アタホライ」のMVも収録されている[14]。
  - 余談だが、「オレンジ」の歌詞には「家に帰ると目が点に いつもの家が燃えている」という部分が存在するが、設楽は2007年に自らのタバコの不始末によって本当に自宅が火事の被害に遭ってしまった事がある（曲が出来たのは勿論火事が起こるずっと前である）[15]。
- 赤えんぴつ以降、バナナマンのライブでは歌を歌うキャラクターは登場していなかった[注 18] が、2013年の単独ライブ以降から赤えんぴつ以外にも歌を歌うキャラクターが登場する事が多くなっている。以下がその例である。
  - 2013年に行われた単独ライブ「Cutie funny」で披露されたコント「experienced singer」内では日村演じる大御所演歌歌手・善養寺あきらが登場し[注 19]、コント内で披露した楽曲「中学二年生」を収録したCDを物販で販売していた（赤えんぴつも自分たちの出番の際、自分たちの作品と併せて善養寺のCDも宣伝していた）。
  - 2015年に行われた単独ライブ「LIFE is RESEARCH」で披露されたコント「Positive spiral」内ではバナナマン2人が扮した音楽ユニット・T-STYLEが登場し、コント内で披露した楽曲「T-BACK」を収録したCDを物販で販売していた。更に2016年2月13日には同曲をiTunesで配信し公式にデビューを果たした。
  - 2017年に行われた単独ライブ「Super heart head market」で披露されたコント「different container」内では日村演じるキャラクター・ヒム子[注 20] が登場し、コント内で披露した楽曲「なまこズッドン」を収録したCDを物販で販売していた。
- テレビ番組では「内村プロデュース」や「ゴッドタン」などに出演経験がある。但し基本的に単独ライブ限定のユニットのため、テレビに出ることは殆どない。
- 単独ライブ「good Hi」出演時に「それを胸に」を披露しようとした際、おーちゃんが歌いだしの音程を外しまくってしまい、その結果何度も歌い直してしまうというハプニングが起きてしまった事がある（その後何とか持ち直し、歌うことは出来た）。この模様は後に発売されたDVD内に収録されており、確認することが出来る。
- 森山から楽曲を提供された経緯として、設楽曰く「森山くんが『できあがった曲、赤えんぴつっぽくない？』ってなって、『いいよ、歌ってあげるよ』ってなった」となぜか森山が上からの物言いで言われた事が発端だったという。また、上記でも書いた通り、赤えんぴつの楽曲は一般的には流通されていないが、2012年1月29日に行われたDVD「bananaman live emerald music」の発売記念イベントにて日村は「赤えんぴつでアルバム作れるくらいの楽曲がある。（発表を）考えてます」と答えており、一般発売の可能性もある事を示唆していた[16]。
- 2014年2月6日に行われた、ミュージシャン・星野源の日本武道館公演では、「赤えんぴつ」としてLIVE中に流れる幕間映像内で星野へメッセージを送っていた[17][注 21]。また、星野はこの映像の撮影現場にて赤えんぴつと会った際、「お守り」として、おーちゃんによって破られたヒーとんのタンクトップの切れ端を貰ったという（その後、LIVEのMC中にもその切れ端を観客に見せていた）。
- 2015年9月11日に公開された映画「内村さまぁ～ず THE MOVIE エンジェル」では、劇中に出てくる居酒屋に赤えんぴつのLIVEを告知するポスターが貼られているシーンが一瞬だけ映っている。
- 2025年2月2日放送回の「乃木坂工事中」(テレビ東京)においては「新年会の余興」という名目で乃木坂46のメンバーである梅澤美波と久保史緒里が赤えんぴつのものまねを披露する場面が放送された(梅澤はおーちゃん役の「うーちゃん」、久保はヒーとん役の「しーとん」として演じた)[18]。歌唱シーン[注 22]のみならず、ライブで毎回披露するお馴染みの喧嘩のくだり(おーちゃんがヒーとんのタンクトップをビリビリに引き裂く場面など)なども余す事なく再現しており、それを見た本家であり司会のバナナマンからも大絶賛されていた。
- 2025年3月30日、閉館間近の俳優座劇場でBlu-ray「赤えんぴつ in 武道館」の発売記念イベントを開催。代表曲4曲を披露し、これまでの活動を振り返った。イベントでは全国5都市（東京、名古屋、大阪、福岡、札幌）でのツアー開催も発表された。

## 出演

### テレビ
- バナナマンの〜日本のような国〜（テレビ朝日、2004年）
- 内村プロデュース（テレビ朝日、2004年11月22日）
  - 『NO PLAN 2005年の戦略をプロデュース』という企画に登場し、LIVEと同じようにコントを披露した。尚、バラエティなどのテレビ番組へ純粋に「赤えんぴつ」としてゲスト出演したのは、2024年12月4日に「FNS歌謡祭」へ出演するまではこの回の「内村プロデュース」が唯一であった。
- ゴッドタン（テレビ東京、2007年11月7日～14日）
  - 『マジ歌リクエストSP』内に登場し、「自転車」を披露していた。しかし、この時は赤えんぴつではなく殆どバナナマンとして歌っていた。
- 2024 FNS歌謡祭 第1夜（フジテレビ、2024年12月4日）

- 週刊ナイナイミュージック（フジテレビ、2025年1月15日）
  - 『やべっち寿司』に出演。

### 映画
- 内村さまぁ～ず THE MOVIE エンジェル（2015年9月11日公開）
  - エンドロールにSpecial Thanksとして「赤えんぴつ」名義でクレジットされている。

### LIVE
- 赤えんぴつ in 武道館（2024年2月9日・10日）[2]
  - ゲスト（客演）[注 23]: トータス松本 / 三浦大知 / 乃木坂46 / chelmico[2]
  - VTR出演 : 中村倫也 / 黒木華 / 永井ふわふわ / 星野源[2]
  - 音声出演 : 森山直太朗[2]

## 作品

### Blu-ray
- 赤えんぴつ in 武道館(ホリプロ、2025年3月28日)[19]
  - 2枚組の「通常版」と3枚組の「Special ver.」の2種類に分けて発売。
  - 「Special ver.」には武道館公演当日までの約30日間に密着した映像を収録した特典ディスクと48ページに渡るブックレットが収録されている。